# Korytków Mały
Korytków Mały is een plaats in het Poolse district  Biłgorajski, woiwodschap Lublin. De plaats maakt deel uit van de gemeente Frampol en telt 427 inwoners.